# دایمو کورپوریشن
دایمو کورپوریشن (انگلیسی: Dymo Corporation) شرکت انتشارات آمریکایی است، که در سال ۱۹۵۸ توسط رودلف هورویچ تأسیس شد.